# Cyrtopogon leucozona
Cyrtopogon leucozona là một loài ruồi trong họ Asilidae. Cyrtopogon leucozona được Loew miêu tả năm 1874. Loài này phân bố ở vùng Tân Bắc giới.